# Seconda guerra di Kappel
La seconda guerra di Kappel (in tedesco: Zweiter Kappelerkrieg) è stata un conflitto armato del 1531, tra i cantoni svizzeri protestanti e quelli cattolici della Vecchia Confederazione durante la Riforma protestante svizzera.

## Causa

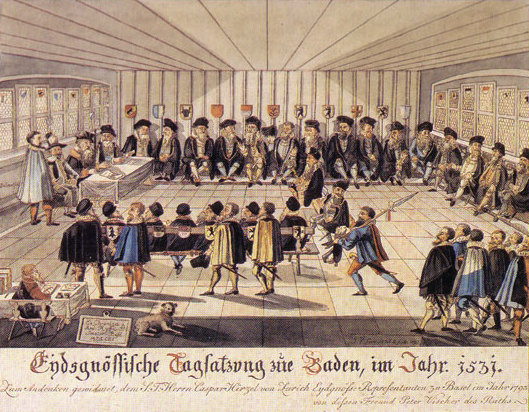
La Dieta federale del 1531 a Baden fallì la mediazione tra le parti (dipinto degli anni 1790)

Le tensioni tra le due parti non erano state risolte con la pace conclusa dopo la prima guerra di Kappel, avvenuta due anni prima, e le provocazioni continuavano imperterrite da entrambi i lati, alimentate in particolar modo dalla Confessione augustana del 1530. In aggiunta, la parte cattolica accusò Zurigo di ambizioni territoriali.
Quando i cantoni cattolici rifiutarono di aiutare le Tre Leghe (Drei Bünde) dei Grigioni nella guerra di Musso contro il Ducato di Milano, Zurigo considerò immediatamente questo episodio una violazione dei contratti tra la confederazione e la Tre Leghe e dichiarò un embargo contro i cinque cantoni cattolici alpini, cui partecipò anche Berna. Mentre la Dieta federale aveva mediato con successo nel 1529, in questa occasione il tentativo fallì, anche perché Ulrico Zwingli era desideroso di un conflitto militare. I cantoni cattolici dichiararono guerra a Zurigo il 9 ottobre, 1531.

## La battaglia di Kappel
L'11 ottobre del 1531, i cantoni cattolici sconfissero in modo decisivo le forze militari di Zurigo nella Battaglia di Kappel. I vincitori vennero guidati da Hans Jauch di Uri. Le truppe di Zurigo, invece, erano senza il supporto dei cantoni alleati e Ulrico Zwingli le guidò in modo abbastanza inesperto: venne ucciso sul campo di battaglia, insieme ad altri 24 parroci. A Kappel, i due fratelli della famiglia Göldli (Kaspar e Georg) stavano su fronti opposti, incarnando la tragedia di questa guerra tra i confederati.
Dopo la sconfitta, le forze di Zurigo si raggrupparono e tentarono di occupare lo Zugerberg e alcuni di essi si accamparono sulla collina di Gubel vicino Menzingen. Una piccola forza militare di Ägeri riuscì ad entrare nel campo e le demoralizzate forze militari di Zurigo dovettero ritirarsi, costringendo i protestanti ad accettare un trattato di pace a loro svantaggio.

## Conseguenze
Heinrich Bullinger, un insegnante di Kappel che dal 1523 divenne uno schietto sostenitore di Zwingli, nel periodo della battaglia era parroco nella città di Bremgarten. Dopo la battaglia di Kappel, la città venne ricattolicizzata. Il 21 ottobre, Bullinger fuggì a Zurigo con il padre, e il 9 dicembre venne dichiarato successore di Zwingli.
La pace che pose fine alla guerra, la cosiddetta Zweiter Landfrieden (Seconda Pace Territoriale), provocò la dissoluzione dell'alleanza dei protestanti. Diede inoltre la priorità al cattolicesimo nei territori comuni, ma permise alle parrocchie o ai comuni che si erano già convertiti di restare protestanti. Solo aree strategicamente importanti come il Freiamt o luoghi lungo il percorso da Svitto alla valle del Reno come Sargans (e quindi per i passi alpini nei Grigioni) furono costretti a diventare nuovamente cattolici. Uno dei risultati del trattato, probabilmente non previsto dai suoi firmatari, è stato la creazione della lunga coesistenza religiosa in diversi territori svizzeri. Per esempio, le congregazioni cattoliche e protestanti di Turgovia e Argovia iniziarono a celebrare nelle stesse chiese: ciò condusse ad ulteriori tensioni e conflitti nel corso dei secoli XVI e XVII. Il trattato confermò anche il diritto per ogni cantone di praticare sia la fede cattolica sia quella riformata, definendo in questo modo la Confederazione Svizzera come uno Stato con due religioni, una relativa novità nell'Europa occidentale. Questo principio di territorialismo religioso verrà a seguito ripresa dalla pace di Augusta.
L'esito della guerra confermò e rinsaldò la maggioranza cattolica fra i tredici membri della Confederazione Svizzera: dopo i successivi insediamenti in Glarona e Appenzello, sette cantoni e due semicantoni rimaserò cattolici (Lucerna, Uri, Svitto, Untervaldo, Zugo, Friburgo, Soletta, e la metà di Glarona e Appenzello), mentre quattro cantoni e due semicantoni diventarono fermamente protestanti (Zurigo, Berna, Basilea, Sciaffusa, e l'altra metà di Glarona e Appenzello).
Un inutile tentativo da parte dei cantoni protestanti, soprattutto Zurigo, di modificare i termini di coesistenza confessionale e di divisione del potere politico, si ebbe nel 1656, con la Prima guerra di Villmergen, vinta dai cantoni cattolici, con conseguente riaffermazione dello status quo definito nel 1531 nella Dritter Landfrieden (Terza Pace Territoriale). Nel 1712 scoppiò infine la Seconda guerra di Villmergen, conclusasi con la decisiva vittoria protestante, che determinò significative revisioni dell'equilibrio politico nella Quarta Pace territoriale del 1712.

## Letteratura
- W. Schaufelberger, Kappel - Die Hintergründe einer militärschen Katastrophe, in SAVk 51, 1955, 34-61.